# سفید بزرگ (فیلم ۱۹۸۱)
سفید بزرگ (به ایتالیایی: L'ultimo squalo) یک فیلم ترسناک ایتالیایی محصول سال ۱۹۸۱ به کارگردانی انزو جی کاستلاری است. در فیلم جیمز فرنسیسکس و ویک مورو تلاش می‌کنند تا صدها شناگر را در یک استراحتگاه ساحلی نجات دهند، پس از اینکه یک کوسه سفید بزرگ شروع به ترساندن منطقه و خوردن گردشگران می‌کند.
این فیلم در باکس آفیس عملکرد خوبی داشت و در ماه اول اکران در ایالات متحده بیش از ۱۸ میلیون دلار فروخت. با این حال، انتشار آن در آمریکای شمالی بعداً پس از متهم شدن فیلمسازان به سرقت ادبی از فیلم آرواره‌ها (۱۹۷۵) مسدود شد.